# 大和侍レッズ
大和侍レッズ（やまとさむらいレッズ、Yamato Samurai Reds）は、2011年に奈良県に発足した野球チーム。2012年シーズンは関西独立リーグ (初代)に加盟していたが、2013年1月にリーグ戦不参加を発表し活動を休止した。また所属していた関西独立リーグも翌2013年シーズンをもって消滅した。

## 概要
リーグの中で、発足時の活動地域（大阪府・兵庫県・和歌山県）以外の府県からリーグ戦に参加した唯一の球団である。球団事務所は香芝市に置かれた。
使用球場は奈良県立橿原公苑野球場（橿原市、さとやくスタジアム）を本拠とし、県内では橿原運動公園硬式野球場も使用したほか、伊勢市倉田山公園野球場・伊賀市上野運動公園スポーツセンター野球場・四日市市営霞ヶ浦第一野球場など三重県の近鉄沿線にある球場でもホームゲームを開催した。

## 歴史
- 2011年
  - 9月 - 「阪奈侍レッズ」として発足。
  - 10月23日 - 関西独立リーグ代表者会議で、奈良県および大阪市を本拠地とする「阪奈侍レッズ」で加入を承認される[3]。
- 2012年
  - 2月27日 - 「大和侍レッズ」に改称し、正式に発足・リーグに加盟[4][5]。
  - 3月28日 - 淡路佐野運動公園にて神戸と初のリーグ公式戦を行い9-9の引き分け。
  - 4月5日 - 貴志川スポーツ公園で紀州に17-12でリーグ公式戦初勝利。
  - 7月18日 - 前期リーグ戦を13勝16敗3分の3位で終える。
  - 10月26日 - 後期リーグ戦を15勝13敗4分の3位で終える。
- 2013年
  - 1月17日 - 2013年シーズンの関西独立リーグ不参加を発表、理由は球団代表の不在や運営費が確保できないため[1]。

## 成績
| 年度 | 期 | 監督   | 順位 | 試合 | 勝利 | 敗戦 | 引分 | 勝率 | ゲーム差 |
| ---- | -- | ------ | ---- | ---- | ---- | ---- | ---- | ---- | -------- |
| 2012 | 前 | 田中実 | 3    | 32   | 13   | 16   | 3    | .433 | 7.5      |
| 2012 | 後 | 田中実 | 3    | 32   | 15   | 13   | 4    | .536 | 4.0      |